# Winchester (Arkansas)
Winchester es un pueblo ubicado en el condado de Drew en el estado estadounidense de Arkansas. En el Censo de 2010 tenía una población de 167 habitantes y una densidad poblacional de 129,48 personas por km².

## Geografía
Winchester se encuentra ubicado en las coordenadas 33°46′27″N 91°28′26″O / 33.77417, -91.47389. Según la Oficina del Censo de los Estados Unidos, Winchester tiene una superficie total de 1.29 km², de la cual 1.29 km² corresponden a tierra firme y (0%) 0 km² es agua.

## Demografía
Según el censo de 2010, había 167 personas residiendo en Winchester. La densidad de población era de 129,48 hab./km². De los 167 habitantes, Winchester estaba compuesto por el 26.95% blancos, el 68.86% eran afroamericanos, el 0.6% eran amerindios, el 1.2% eran asiáticos, el 0% eran isleños del Pacífico, el 0% eran de otras razas y el 2.4% pertenecían a dos o más razas. Del total de la población el 0% eran hispanos o latinos de cualquier raza.